# Elaeocarpus taprobanicus
Elaeocarpus taprobanicus är en tvåhjärtbladig växtart som beskrevs av Zmarzty. Elaeocarpus taprobanicus ingår i släktet Elaeocarpus och familjen Elaeocarpaceae. Inga underarter finns listade i Catalogue of Life.